# 蘇魯省
蘇魯省（法語：Sourou）是布基納法索布克萊迪穆翁大區東北部的一個省，面積5,765平方公里。2006年人口219,826人。首府圖岡。
本區下轄八縣。
13°04′N 3°04′W / 13.07°N 3.07°W